# سیارک ۱۲۵۲۹
سیارک ۱۲۵۲۹ (به انگلیسی: 12529 Reighard، نامگذاری:1998KG41) دوازده هزار و پانصد و بیست و نهمین سیارک کشف شده‌است که در ۲۲ مه ۱۹۹۸ کشف شد.
قدر مطلق سیارک برابر ۱۹.۵ است.